# 谢布涅集中营
谢布涅集中营（德語：Lager Szebnie）是德国在第二次世界大战期间建于德占波兰东南波兰总督府地区的集中营。集中营位于谢布涅村附近，约在亚斯沃以东10公里，热舒夫西南42公里。该设施建于1940年，最初是国防军的马厩，毗邻德国军官驻扎的一座庄园。在集中营运行期间共有数千人丧生，其中包括苏联战俘、波兰犹太人、非犹太裔波兰人、乌克兰和罗姆人 。1944年9月8日，苏联红军进入被烧毁的集中营废墟。

## 集中营运作
该集中营占地约10公顷，共建有35座营房。起初在1941年6月下旬成为一座战俘营，关押德军在巴巴罗萨行动后在苏占波兰俘虏的约6,000名红军士兵。前20座营房由战俘建造；营房配有三层床，但床位数不足以睡下所有人。集中营中没法洗衣或洗澡，冬天没有供暖；大多数战俘死于疾病和饥饿，每天死亡人数可达200人。在斑疹伤寒流行期间，唯一敢于帮助病人的是一位年轻的女士——集中营所在的戈莱斯基庄园继承人海伦娜·戈拉伊斯卡（Helena Gorayska）。她在1942年感染斑疹伤寒，付出了生命的代价。此外还有一些当地人为集中营提供食品。
1943年春，营地重新确立为集中营，用于关押波兰人、犹太人、乌克兰人和吉普赛人。第一批新囚犯从德占波兰境内被清空的犹太人隔都乘坐大屠杀列车抵达营地。到1943年8月，谢布涅集中营中关押有1,040人。1943年秋，关押人数达到了5,000人，其中包括来自热舒夫、塔爾努夫、博赫尼亞、亚斯沃、弗雷什塔克、杜克拉和普斯特库夫的犹太人和非犹太人。犹太人被任命为该营地仅有的囚监，被迫维持纪律和管理虐待行为。最终，该营地约有10,000名被驱逐者与其他男女老幼。一些囚犯在德国军队的裁缝店工作，但大多数人在该地区从事各种土方工作，如采砂场、党卫队农场、涅格沃维采炼油厂、乃至斯滕皮纳的希特勒地堡。集中营被带刺铁丝网包围，周围有探照灯和六座警卫塔。
营地指挥官包括党卫队下级突击队长安东·沙伊特（Anton Scheidt），他发明了“团队列车”（Mannschaftszug）这一折磨方式，犯人每天有12小时将列车中的石料以人力运上陡坡。此外还有高级突击队长Hans Kellermann，此人喜好“品鉴”集中营的年轻女性，因盗窃帝国财产而被党卫队逮捕入狱。最后一任为高级突击队长卡尔·布兰克（Karl Blank），在任仅两周。在集中营的整个存在时期，指挥官居住在戈莱斯基庄园，每周数次为党卫队举行狂欢酒会（Scheidt），并诱捕数十名诱人的犹太和非犹太“女仆”（Kellermann）。

## 营地清空
1943年8月，谢布涅集中营的犹太人被分隔到营地北侧的一片特殊的犹太区，被一道铁丝网与其他囚犯分开（见地图）。随后在1943年的秋季与冬季，依照普拉佐的党卫队高级突击队长阿蒙·戈特的命令，近两千人在集中营附近的多布鲁措瓦森林遭到大规模处决。1943年9月22日，大约700名犹太人在一天内被射杀，行刑前被迫脱下衣服。死者的尸体在月底被现场焚烧。10月6日，另一组500名犹太人被枪杀，随后被焚尸。1943年11月5日，大约2,800名犹太人乘上大屠殺列車，随后在奥斯威辛集中营被处决。已知有七人得以逃脱。到1944年2月，只有80名犹太人仍留在谢布涅集中营，这些人后来被运往克拉科夫-普拉佐集中营。大多数剩余的非犹太囚犯于1944年8月14日至25日向西撤离到格雷布夫集中营，仅有最虚弱的300人留下。

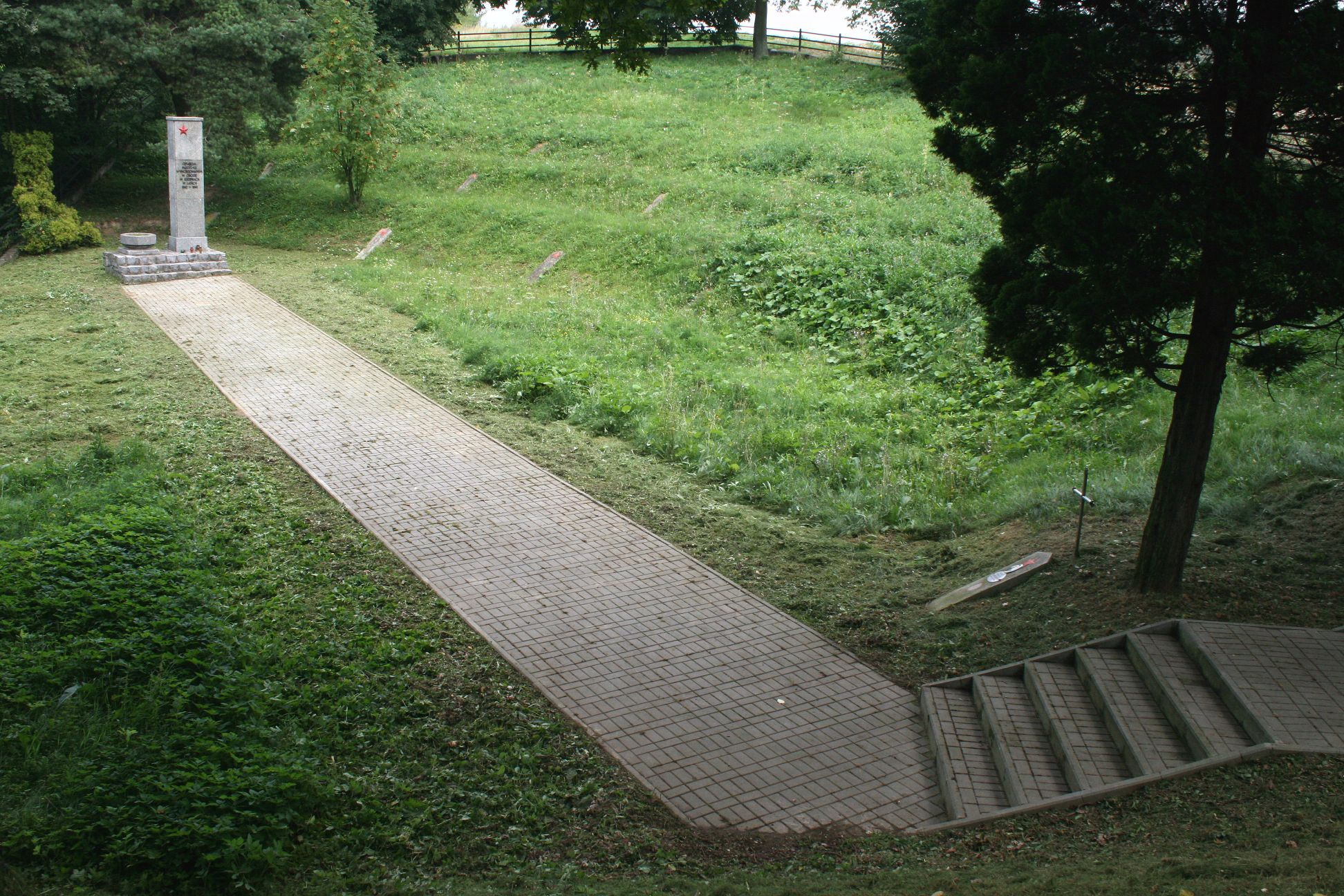
别鲁夫卡的第二次世界大战公墓，周围被未标记的万人坑占据。值得注意的是，旧纪念碑仅提到谢布涅的苏联战俘。摄于2008年

谢布涅集中营在1944年2月至7月间被短暂使用，被称为325号营（Stalag 325），用于关押其他苏联战俘。考虑到该集中营在1942年被称为327号营（Stalag 327），显然德国当局认为该营地的使用并非连续的。集中营专门从附近普斯特库夫的海德拉格党卫队练兵场调来乌克兰第14武装党卫队师士兵，屠杀了集中营的战俘。大多数营房都被烧毁了。1944年9月8日，苏联红军进入了集中营的遗址。该遗址没有受到法律保护，遗迹中可用的建筑材料最终都被拖走了。